# 杉本美術館
杉本美術館（すぎもとびじゅつかん）は、愛知県知多郡美浜町にあった美術館。画家の杉本健吉（1905年（明治38年） - 2004年（平成16年））の個人美術館である。名古屋鉄道（名鉄）が事業を運営し、作品は公益財団法人杉本美術館が所有していた。2021年（令和3年）10月31日に閉館。
施設と作品について美浜町への無償譲渡が打診されており、町はこれを引き受けて美術館の運営を検討している。

## 概要
1987年（昭和62年）4月に開館。杉本健吉の作品を約10,000点所蔵していた。館内にはアトリエが設けられ、杉本は亡くなるまで名古屋市内の自宅から電車で通っていた。
本館と1994年（平成6年）4月に完成した新館からなる。本館の一部である杉庵では、抹茶を提供していた。
開館当初は年間9万人が訪れたが、2020年は4000人にまで落ち込んだ。「美術館として一定の役割を終えた」として名鉄は閉館に踏み切ったが、名鉄の経営的な苦境が閉館の一因となった。
2025年（令和7年）6月5日、美浜町は施設を所有する名古屋鉄道及び作品を所有する公益財団法人から無償譲渡の打診を受けており、これを引き受ける方向で検討していることを明らかにした。

## 歴史
- 1987年（昭和62年）4月：名古屋鉄道が財団法人杉本美術館を設立して開館した。本多静雄が初代館長を務めた。
- 2021年（令和3年）10月31日：閉館[4][7]。

## 最寄り駅
- 名鉄知多新線 美浜緑苑駅